# Khachouri
Khachouri (en géorgien : ხაშური) est une ville de Géorgie mentionnée pour la première fois dans un document de 1693. L'agglomération moderne de Khachouri est fondée en 1872 comme une modeste halte de chemin de fer appelée « Mikhaïlovo » d'après le grand-duc Michel Nikolaïevitch de Russie, vice-roi du Caucase. À partir de 1907, elle est un point de passage de l'oléoduc de Bakou à Batoumi. En 1917, elle est rebaptisée Khachouri. Un statut de ville lui est reconnu en 1921. Elle porte le nom de Stalinisi (en hommage à Joseph Staline) de 1928 à 1934. Elle est le chef-lieu du district de Khachouri et fait partie de la région de Kartlie intérieure.
L'autoroute S8 commence à  Katchouri.

## Population
Sa population est de 28 560 habitants en 2002, 26 135 habitants en 2014.